# Katherine Gili
Katherine Gili   (Oxford, 1948) és una escultora britànica filla de l'editor i traductor català Joan Gili i Serra i germana del cineasta Jonathan Gili. Es va graduar a l'Acadèmia d'Art de Bath el 1970 i després va estudiar dos anys a l'Escola d'Art de Saint Martin a Londres. Gili va ensenyar posteriorment en diverses escoles d'art; sobretot la de Saint Martin i Norwich entre el 1972 i el 1985.
La seva escultura va ser exposada per primera vegada el 1973. La carrera de Gili està marcada per exposicions en solitari a Londres i Nova York i per contribucions a exposicions en llocs emblemàtics com la Galeria Hayward. En els darrers anys ha exposat regularment a les Exposicions d'estiu de la Royal Academy of Arts on el 2013 la seva escultura "Ripoll" va guanyar el premi d'escultura.
L'obra de Katherine Gili està representada a la Col·lecció Arts Council, a Tate i altres col·leccions públiques i corporatives del Regne Unit, Suïssa i els Estats Units. Norman Robert Foster va seleccionar una de les seves peces per a ser col·locada al costat de la biblioteca de la Cranfield University of Technology que va ser dissenyada per Foster Associates el 1992.

## Exposicions en solitari
- Summer Exhibition 2, seleccionada per Tim Hilton. Serpentine Gallery, Kensington Gardens, Londres, 1977[2]
- Salander O’Reilly Gallery, Nova York 1981
- Katherine Gili – A Career Survey; Poussin Gallery 2011[3]
- Artist of the Day, seleccionada per Jennifer Durrant, Flowers Gallery, Londres, 2014
- Looking for the Physical, Sculpture and Drawings by Katherine Gili, Felix & Spear, Londres, 2016[1]
- Discovered in the Making, Katherine Gili Sculpture, Felix & Spear, Londres, 2018[1]
- Sparks Fly, Katherine Gili Sculpture 1974 to 2018, One Canada Square, Canary Wharf, Londres, 2019

## Exposicions conjuntes
- The Condition of Sculpture; Hayward Gallery, exposició internacional seleccionada per William Tucker, 1975
- Silver Jubilee Exhibition of Contemporary British Sculpture; Battersea Park, 1977
- Annual Stockwell Depot Exhibitions of Painting and Sculpture; 1974–79
- Hayward Annual; 1979
- Have You Seen Sculpture from the Body? Tate Gallery, 1984
- Escultura Nueva Reino Unido; Centro Cultural del Conde Duque, Madrid, 1988
- Moving Into View: a major display of the Arts Council Collection; South Bank Centre, seleccionada per William Packer, 1993
- British Abstract Art, Part 2, Sculpture; Flowers East Gallery, Londres, 1995
- British Figurative Art, Part 2, Sculpture; Flowers East Gallery, Londres, 1998
- Steel; Canary Wharf, Londres, 2006
- The Royal Academy of Arts Summer Shows 1996, 1997, 2009, 2013, 2014, 2015, 2016

## Premis
- Elephant Trust 1994
- Elected Fellow of the Royal British Society of Sculptors, 1999[4]
- Jack Goldhill Award for Sculpture, Royal Academy 2013

## Col·leccions públiques amb obres seves
- Arts Council Collection[5]
- Universitat de Leicester[6]
- Ciutat de Lugano, Suïssa
- Cartwright Hall, Bradford
- General Electric Corporation, USA
- Henry Moore Institute
- Tate[7]

## Col·leccions privades amb obres seves
- The Leo and Eileen Herzel Collection USA
- Col·lecció de Lord Peter Palumbo a Kentuck Knob, USA,casa dissenyada per Frank Lloyd Wright